# 顶峰大道站
顶峰大道站（英語：Summit Avenue station）是位于马萨诸塞州布鲁克莱恩的地面轻轨站。车站在灯塔街行车道之间的分隔带中，波士顿轻轨绿线C支线在此站停靠。车站两座侧式站台夹在温彻斯特街与顶峰大道之间，且不是无障碍车站。

## 历史
2004年之前，为避免与B支线上的顶峰大道混淆，C支线上的顶峰大道站使用“温切斯特街站”作为站名。2004年4月，B支线上的顶峰大道站临时关闭，温切斯特街站更名为顶峰大道站，次年3月，B支线上的顶峰大道站永久关闭。

## 车站结构
| G 街道/站台层 | 侧式站台，右侧开门 | 侧式站台，右侧开门            |
| G 街道/站台层 | 出城               | 往克利夫兰环岛 （布兰登酒店） |
| G 街道/站台层 | 入城               | 往波士顿北站 （柯立芝角）     |
| G 街道/站台层 | 侧式站台，右侧开门 |                               |